# Рубен Рубенов
Рубен Гукасович (Лук'янович) Рубенов (Мкртчян, Мкритьян) азерб. Ruben Qukasoviç Rubenov, вірм. Ռուբեն Ղուկասի Ռուբենով (Մկրտչյան) (1894, місто Тифліс, тепер Тбілісі, Грузія — розстріляний 27 листопада 1937, місто  Москва, тепер Російська Федерація — радянський державний і партійний діяч, революціонер, 1-й секретар ЦК КП(б) Азербайджану. Член Центральної контрольної комісії ВКП(б) у 1930—1934 роках. Член Комісії партійного контролю при ЦК ВКП(б) у 1934—1937 роках.

## Біографія
Народився в родині бухгалтера. У 1913 році закінчив гімназію в місті Батумі.
У 1915 — жовтні 1917 року — рядовий, прапорщик російської імператорської армії на Західному фронті, учасник Першої світової війни.
Член РСДРП(б) з березня 1917 року.
У жовтні 1917 — лютому 1918 року — політичний працівник управи Батумської фортеці.
У березні — грудні 1918 року — на нелегальній підпільній більшовицькій роботі в Києві.
У січні — вересні 1919 року — політичний працівник курсантської частини РСЧА в Києві.
У жовтні 1919 — січні 1920 року — на нелегальній підпільній більшовицькій роботі в Тифлісі (Тбілісі). У січні 1920 року заарештований грузинською владою, до червня 1920 року перебував у Тифліській в'язниці.
У червні — серпні 1920 року — відповідальний секретар Тифліського комітету РКП(б). Один із організаторів боротьби за радянську владу у Закавказзі.
У вересні 1920 — січні 1921 року — голова Горського обласного революційного трибуналу в місті Владикавказі.
У лютому 1921 — червні 1924 року — секретар Тифліського міського комітету КП(б) Грузії.
У липні 1924 — грудні 1926 року — завідувач організаційного відділу Фрунзенського районного комітету РКП(б) міста Москви.
10 січня 1928 — 27 листопада 1929 року — 2-й секретар Закавказького крайового комітету ВКП(б).
У 1929—1930 роках — заступник голови Московської обласної контрольної комісії ВКП(б) — робітничо-селянської інспекції, завідувач відділу агітації та масових кампаній Московського обласного комітету ВКП(б).
У січні 1930 — січні 1932 року — відповідальний секретар Фрунзенського районного комітету ВКП(б) міста Москви.
У січні 1932 — січні 1933 року — секретар Московського міського комітету ВКП(б).
7 лютого — 10 грудня 1933 року — 1-й секретар ЦК КП(б) Азербайджану. До грудня 1933 року — 3-й секретар Закавказького крайового комітету ВКП(б).
З грудня 1933 по 1934 рік — у розпорядженні ЦК ВКП(б).
У лютому 1934 — липні 1935 року — уповноважений Комісії партійного контролю при ЦК ВКП(б) по Київській області УРСР.
У серпні 1935 — квітні 1937 року — уповноважений Комісії партійного контролю при ЦК ВКП(б) по Ленінградській області РРФСР.
У квітні — вересні 1937 року — керівник групи із перевірки політико-просвітницької та агітаційної роботи Комісії партійного контролю при ЦК ВКП(б).
15 вересня 1937 року заарештований органами НКВС, звинувачений в «участі у троцкістській терористичній організації». Засуджений Воєнною колегією Верховного суду СРСР 27 листопада 1937 року до страти, розстріляний того ж дня на Бутовському полігоні, похований на Донському цвинтарі Москви.
17 листопада 1954 року, рішенням Воєнної колегії Верховного суду СРСР, посмертно реабілітований. 7 вересня 1955 року посмертно відновлений в партії.